# Complexe scolaire interface
 (septembre 2012).
Si vous disposez d'ouvrages ou d'articles de référence ou si vous connaissez des sites web de qualité traitant du thème abordé ici, merci de compléter l'article en donnant les références utiles à sa vérifiabilité et en les liant à la section « Notes et références ».

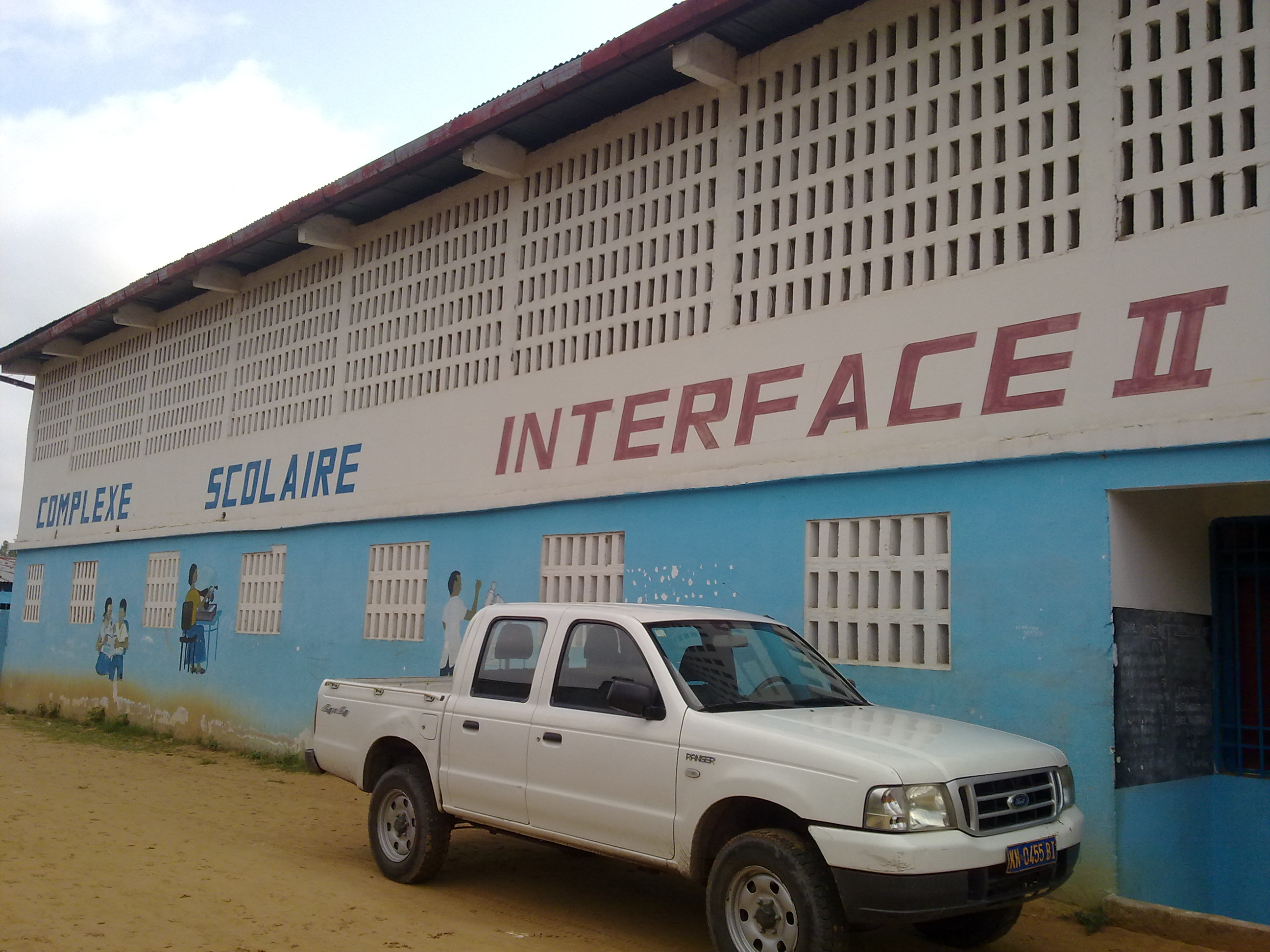
Interface II

Le complexe Scolaire Interface est un ensemble d’établissements scolaires situés en République démocratique du Congo, plus précisément dans la capitale Kinshasa, comportant une école maternelle, primaire et secondaire – Les établissements du complexe Scolaire Interface sont localisés dans les communes de Mont Ngafula, Ngaliema et bien d’autres.
C'est une école composée d’un corps professionnel qualifié qui a pour objectifs de promouvoir l’excellence et le bien-être des élèves sur le plan éducatif.

## Les différents sites
L’école est repartie sur 3 sites :
- Le Complexe Scolaire Interface I : Situé au 248 à la cité Maman Mobutu et disposant de 18 salles de classe en plus des bureaux administratifs et dont l'effectif au cours de l'année scolaire 2012-2013 est de l'ordre de 600 élèves.
- Le Complexe Scolaire Interface II : Situé dans la commune de Mont Ngafula Masanga-mbila sur la route en terre vers Kimwenza, à 200 mètres de l'avenue By Pass et disposant de 29 salles de classe en dehors des bureaux et des laboratoires et dont l'effectif au cours de l'année scolaire 2012-2013 est de l'ordre de 1000 élèves.
- Le Complexe Scolaire Interface III : Situé à Delvaux dans la commune de Ngaliema et disposant d’école primaire avec 9 salles des cours en dehors des bureaux administratifs et dont l'effectif au cours de l'année scolaire 2012-2013 est de l'ordre de 300 élèves.

Le complexe Scolaire Interface est classé parmi les écoles les plus réputées de la capitale – C’est une école de grande renommée, qui chaque année académique produit des résultats remarquables aux examens de fin d’année primaire ainsi que secondaire (Examens d’État). À la session des Examens d’État 2012, l'école a réalisé 100 % des réussites pour les sections littéraires, Commerciales et Coupe Couture et a fait beaucoup d'autres diplômés dans les autres sections.
1. L’école maternelle :
  - Les enfants (âgés de 3 ans à 5 ans), participent à des activités éducatives leur permettant d'affronter l’école primaire sans trop d’effort.
2. L’école primaire:
  - L’école primaire se compose des élèves âgés de 6 à 13 ans. Pour tous les niveaux et tous les sites des écoles, le corps enseignant est composé des membres dotés d’un parcours éducationnel de niveau universitaire, qui ont pour seul objectif de contribuer au développement social et intellectuel des élèves.
3. L’école secondaire:
  - Le secondaire est composé de plusieurs sections : littéraire, commercial, coupe et couture, scientifique (biochimie et math-physique), pédagogie générale, électricité et mécanique. Ici les élèves participent à une formation de base (d’une durée de 6 ans) leur permettant d'affronter les examens nationaux, et ainsi leur permettant d'intégrer le milieu universitaire.

## Historique
Crée en 1993, l'école ouvre ses portes à la cité Maman Mobutu qui est son premier site le 5 septembre 1993 avec une dizaine d'élèves de l'école maternelle, une éducatrice maternelle et une directrice de l'école, la Promotrice de l'école.
Deux ans après s'ouvre l'école primaire de la 1re année à la 4e année. Deux ans après en 1996, la première promotion des élèves de l'école primaire sera présentée au test national et les vingt élèves présentés vont tous obtenir leurs certificats de l'école primaire avec des très bons résultats. Cette école va évoluer progressivement et les parents, très satisfaits de la formation de leurs enfants sollicitent l'ouverture d'une école secondaire qui va fonctionner en parallèle avec l'école primaire. La progression de l'école va se faire très rapidement et les premiers résultats commencent à se produire.
En juillet 1997, l'école présente sa première promotion aux épreuves des examens d'État, et tous les élèves présentés obtiennent leurs diplômes d'état avec des très bons résultats. Au cours de la même année, l'école ouvre son 2e site à Masangambila dans la commune de Mont Ngafula. Le site de Massanga-mbila va fonctionner en parallèle avec le site de la cité Maman Mobutu. Pendant ce temps, la construction des nouvelles salles de classe se poursuit à Massanga-mbila.
En 1999, la Haute Direction de l'école décide le transfert de toutes les humanités à Massangambila qui va fonctionner avec un cycle complet, à savoir : l'école maternelle, l'école secondaire ainsi que les humanités complètes. À la cité Maman Mobutu va fonctionner l'école maternelle, l'école primaire ainsi que l'école secondaire.
Au cours de l'année 1999, va s'ouvrir le troisième site, celui de Delvaux dans la commune de Ngalieme. Ce site qui n'a pas suffisamment des locaux et d'espace, va fonctionner seulement avec l'école maternelle et l'école primaire.
Commencé donc avec trois personnes dont la Directrice, l'éducateur maternelle et la sentinelle ainsi qu'une dizaine d'élèves, le Complexe Scolaire Interface compte à ce jour : trente agents, six cents élèves au site de Maman Mobutu, quatre-vingts agents et mille élèves au site de Massanga-mbila, et vingt agents et trois cents élèves au site de Delvaux, soit un total de cent trente agents, mille neuf cents élèves.

## Corps enseignant et équipement éducationnel
On y retrouve un grand nombre d'enseignants dont des gradués, licenciés, ingénieurs, etc. ainsi que ceux ayant obtenu des diplômes en formation spécialisée : maternelle, coupe couture, informatique, électricité, mécanique, etc.
- L’école maternelle est équipée des jouets de tout genre, manuels et électroniques.
- Les humanités sont équipées des laboratoires permettant une formation de qualité : atelier mécanique, groupe électrogène, balance électronique, microscope, etc.
- L’école est équipée d’un grand centre informatique – Les élèves (maternelle, primaire et secondaire)  bénéficient d’une formation de base en informatique. L'anglais se donne aussi à partir de la première année primaire.